# Meister des Aachener Marienlebens
Als Meister des Aachener Marienlebens (gelegentlich auch Meister der Aachener Schranktüren oder  Meister der Aachener Tafeln genannt) wird ein vermutlich im letzten Drittel des 15. Jahrhunderts in Aachen und eventuell in Köln tätiger Maler der Kölner Malerschule bezeichnet. Da sein Name nicht überliefert ist, wurde dieser so genannte Notname gewählt, der sich auf sein tradiertes Werk bezieht. Er gehört neben dem Meister des Aachener Altars und dem Kölner Meister des Marienlebens zu der Gruppe von Malern, die an der Wende zum 16. Jahrhundert hauptsächlich in Köln tätig und noch ganz einem barock spätgotischen Form- und Stilempfinden verpflichtet waren.

## Namengebendes Werk

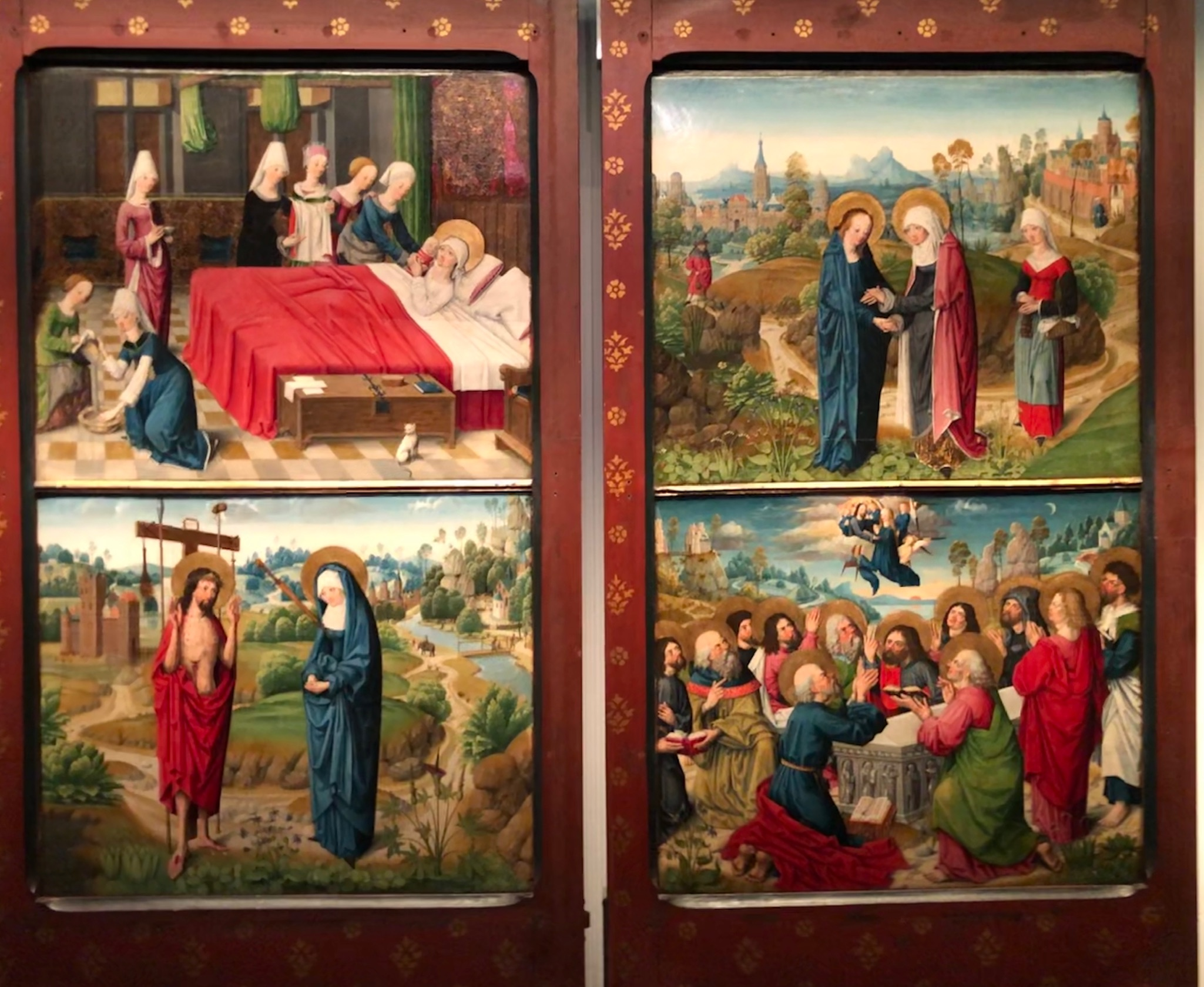
Marienleben, linker Flügel

Aachener Marienleben, Köln um 1485, Öl auf Eichenholz, Höhe 105, Breite 62,5 Zentimeter je Flügel. Es befindet sich heute in der Aachener Domschatzkammer.
Die Tafeln gehören zum großen Apsisaltar des gotischen Chores im Aachener Münster und dienten als Flügel vor der ottonischen Pala d’oro, die damals die Mitte eines Altarretabels bildete. In geschlossenem Zustand zeigen die Außenseiten der Flügel in der Mitte die Gottesmutter mit dem Kind und Karl den Großen, der dem Jesuskind kniend das Modell des Aachener Münsters überreicht. Links und rechts stehen der hl. Leopardus und der hl. Bischof Blasius.
Auf den Innenseiten der Flügel sind paarweise übereinander acht Szenen aus dem Marienleben dargestellt und zwar typologisch aufeinander bezogen. In der oberen Reihe von links nach rechts: Die Geburt Mariens, Mariä Heimsuchung, die Verkündigung und Joachim und Anna an der Goldenen Pforte. Unten: Der Schmerzensmann begegnet seiner Mutter, die Aufnahme Mariens in den Himmel, die Darstellung Jesu im Tempel und der Tempelgang Mariens.
Die dargestellten Personen sind als Zeitgenossen des Malers zu erkennen. Die Szenen zeugen von pittoreskem Detailreichtum und leuchten in ungebrochenen Farbtönen. Die Landschaft und Architektur mutet heimisch und zeitgenössisch an. Details wie der liegende türkische Halbmond auf einem Kuppelbau oder die Darstellung eines Elefanten zeigen jedoch den Versuch des Künstlers, mit Hilfe orientalischer Merkmale den eigentlichen Schauplatz des Geschehens, das heilige Land, anzugeben.
Die Tafel zeigt, dass sich der Aachener Maler in der Gestaltung der Figuren oder des Betpults deutlich nach dem Vorbild des in Köln tätigen Meisters des Marienlebens orientiert hat, seine Physiognomien und Körperlichkeit mehr linear sind und bei den Räumen eine eigene sowohl sachlichere aber zugleich auch lebhaftere Darstellungsweise bevorzugte.

## Weitere bekannte Werke

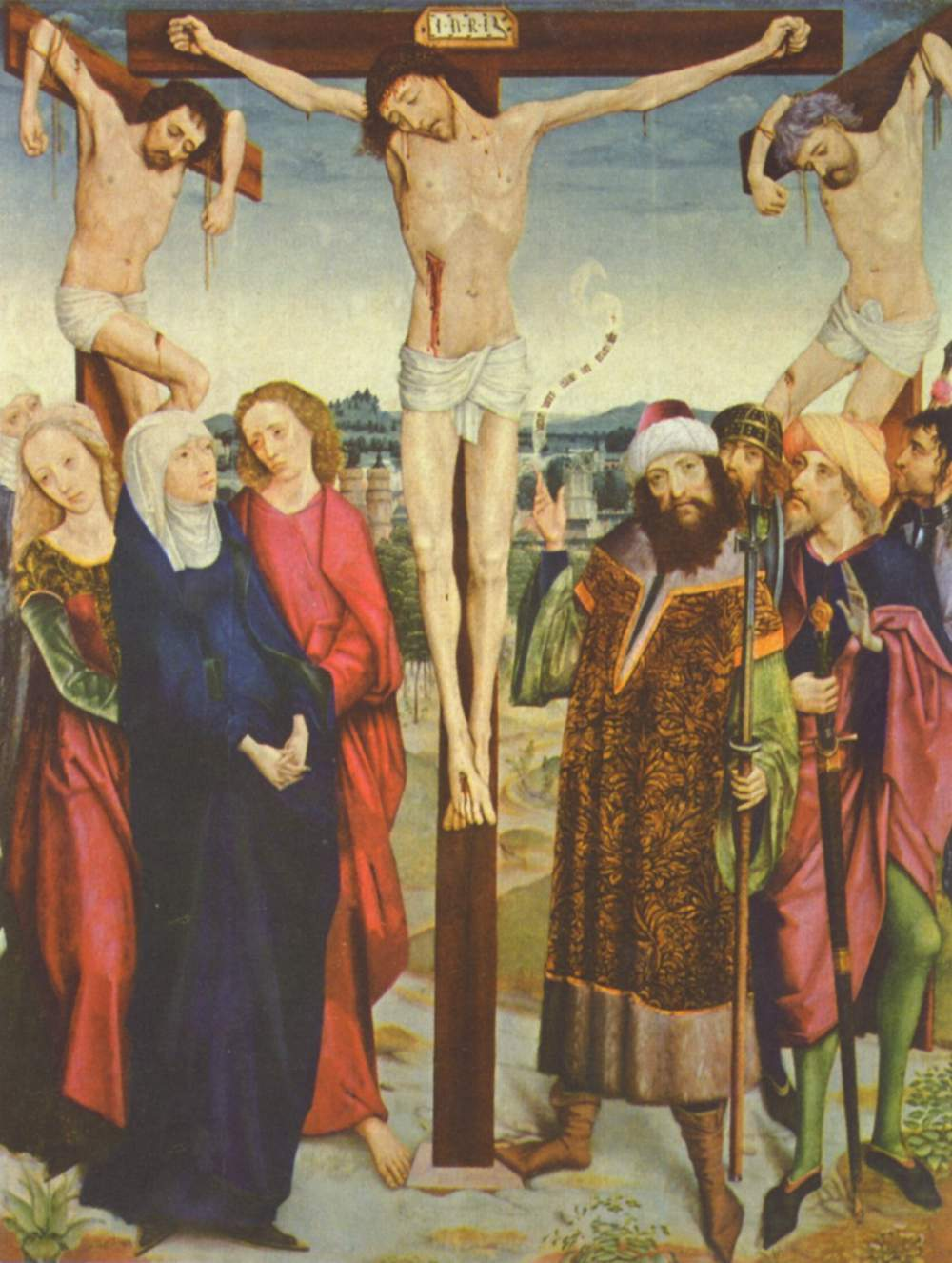
„Kreuzigung“ (um 1465)

- Kreuzigung, um 1465, Öl auf Leinwand, Wallraf-Richartz-Museum & Fondation Corboud Köln[2]
- Der Heilige Petrus mit dem Kölner Erzbischof Hermann IV. als Stifter, um 1480, Teilstück eines Diptychons oder Triptychons, Öl auf Eichenholz, Rheinisches Landesmuseum Bonn[3]
- Der heilige Bischof Blasius, um 1485, Öl auf Eichenholz, Domschatzkammer Aachen
- Kaiser Karl der Große mit dem Modell des Aachener Münsters, Köln um 1485, Öl auf Eichenholz, Domschatzkammer Aachen[4]